# لالي إسبوسيتو
ماريانا «لالي» إسبوسيتو (بالإسبانية: Lali Espósito)‏ (مواليد 10 أكتوبر 1991) معروفة باسم لالي ، ممثلة مغنية ، راقصة، عارضة أزياء، وكاتبة أغاني أرجنتينية.
حصلت على عدة جوائز ستة جوائز غارديل، وخمس جوائز إم تي في الموسيقى الأوروبية ، وجائزة اختيار الأطفال ، وثلاثة عشر جائزة من جوائز اختيار الأطفال الأرجنتينية ، وسبع جوائز أم تي في الألفية، وجائزة هيت للموسيقى اللاتينية ، وجائزة مارتن فييرو ، وجائزة تاتو واحدة ، وترشيحات لـ جوائز بيلبورد لاتين ميوزيك و بريميوس لو نيسترو وجوائز سيول الدولية للدراما. في عام 2015 ، صنفت صحيفة إنفوبي إسبوسيتو كواحدة من أكثر 10 سيدات تأثيرًا في الأرجنتين.

## نشأتها
ولدت ماريانا إسبوسيتو في 10 أكتوبر 1991 في مدينة بوينس آيرس. هي الابنة الصغرى لماريا خوسيه رييرا، وكارلوس إسبوسيتو، مدرب كرة القدم. لديه شقيقان، آنا لورا وباتريسيو. أطلق عليها شقيقها، الذي كان يكبرها بثلاثة عشر شهرًا، لقب "ماري"، حيث لم يكن يستطيع مناداتها وهي طفلة بـ"ماري" وبدأ يناديها بـ"لالي". عاشت العائلة في لا كووبيراسيون، في حي باركي باتريسيوس في بوينس آيرس ، ثم انتقلت لاحقًا إلى بلدة بانفيلد، حيث قضت طفولته ومراهقته بالكامل هناك. أكمل دراسته الابتدائية والثانوية في مدرسة سان فيسينتي دي بول، في باركي باتريسيوس. تنحدر إسبوسيتو من أصول إيطالية من جهة أجداده، الذين ينحدرون أصلاً من أنكونا. 
بين عامي 2013 و2014 كانت وجه العلامة التجارية للملابس الداخلية للشباب لارا تينز، وفي عام 2015 قامت بعمل إعلانات تجارية لشركة سيدال وكلارو وكوكا كولا. في عام 2012 شارك في حملة "أوقفوا التنمر، لا تبقوا صامتين" التي أطلقتها قناة كرتون نتورك، وحملة "إعادة تدوير زجاجتك نوفر مياه الشرب للمدرسة" التي أطلقتها منظمة "العالم الخفي - ثقافة التضامن في الحركة". في عام 2013 كان جزءًا من حملة "الأصنام تتبرع بأصواتها" لمؤسسة مانانتياليس. في عام 2014 شارك في الحفل الموسيقي الذي أقامته مؤسسة هويسبيد في مسرح الأوبرا للاحتفال بمرور خمسة وعشرين عامًا على مكافحة فيروس نقص المناعة البشرية. كما قدم عرضًا إلى جانب ميراندا! سوليداد باستوروتي وكيفن جوهانسن ومارسيلو مورا يقدمون أغنية "دعونا نرقص جميعًا" في إطار حملة التضامن الأحمر. في عام 2015 قام ببطولة حملة التضامن "الفيضانات، ماذا نفعل؟" من مؤسسة Sí لمساعدة المتضررين من الفيضانات في مدينة قرطبة. 

## روابط خارجية
- الموقع الرسمي
- لالي إسبوسيتو على موقع IMDb (الإنجليزية)
- لالي إسبوسيتو على موقع ميوزك برينز (الإنجليزية)
- لالي إسبوسيتو على موقع أول ميوزيك (الإنجليزية)
- لالي إسبوسيتو على موقع ديسكوغز (الإنجليزية)
- لالي إسبوسيتو على موقع قاعدة بيانات الفيلم (الإنجليزية)
- Lali Espósito  على فيسبوك.
- lalioficialعلى تويتر.